# Lösung (Chemie)
|  |  |
|  |  |

|  |  |  |  |  |
|  |  |  |  |  |

|  |  |
|  |  |

|  |  |  |  |  |
|  |  |  |  |  |
|  |  |  |  |  |

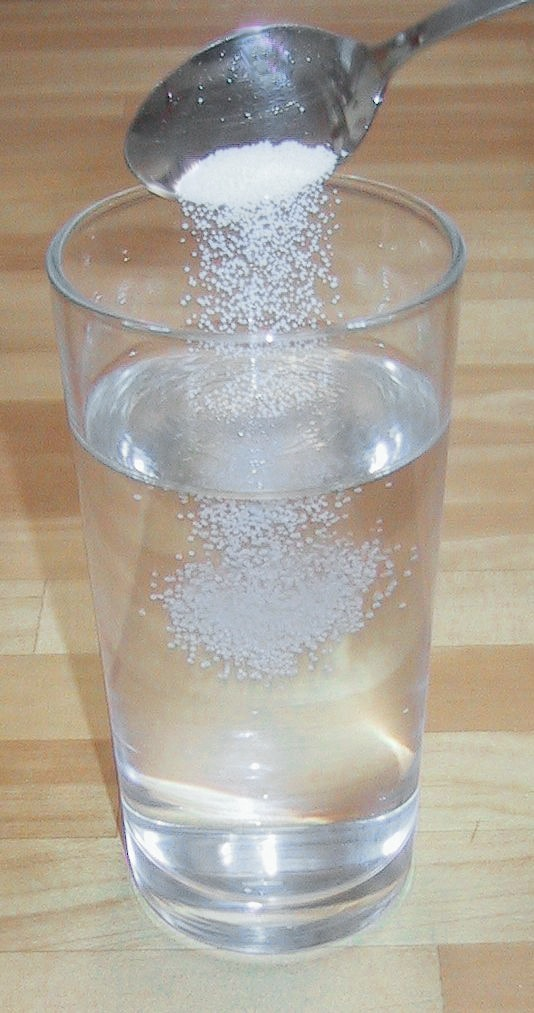
Lösen von Kochsalz in Wasser

Lösung bezeichnet in der Chemie und Pharmazie ein homogenes Gemisch aus mindestens zwei chemischen Stoffen. Das Lösen ist ein physikalischer Vorgang. Eine Lösung besteht aus mindestens einem gelösten festen, flüssigen oder gasförmigen Stoff (Solvat) und aus dem  in der Regel flüssigen oder aber auch festen Lösungsmittel (Solvens). Das Lösungsmittel kann seinerseits auch eine Lösung sein und macht den größten Teil der Lösung aus.
Lösungen sind äußerlich nicht als solche erkennbar, weil sie nur eine homogene Phase bilden: Die gelösten Stoffe sind als Moleküle, Atome oder Ionen homogen und statistisch im Lösungsmittel verteilt. Sie sind mit speziellen FiItrationsmethoden, wie z. B der Nanofiltration und der Umkehrosmose, abtrennbar.

## Eigenschaften
Die Stoffeigenschaften einer Lösung sind von den gelösten Stoffen und vom Lösungsmittel abhängig. Die meisten Stoffeigenschaften ändern sich in deutlicher Abhängigkeit von den Konzentrationen der gelösten Substanzen. Dies gilt z. B. für die Farbintensität von Lösungen farbiger Substanzen (Lambert-Beersches Gesetz), für die Viskosität, für die elektrische Leitfähigkeit von Ionenlösungen oder für den Brechungsindex. Deshalb können solche Eigenschaften analytisch zur Bestimmung der jeweiligen Konzentration der gelösten Substanzen genutzt werden. Aus den Ergebnissen lassen sich die Gehaltsangaben der gelösten Substanzen berechnen.
Bei wässrigen Lösungen von Salzen ist stets das Phänomen der Ionenassoziation zu beachten. Dies gilt umso mehr für Lösungsmittel mit kleineren dielektrischen Konstanten als Wasser, da dort die elektrostatische Wechselwirkung stärker ist.
Kolligative Eigenschaften von Lösungen sind Eigenschaften, deren Änderungen nur von der Anzahl gelöster Teilchen abhängen, nicht von deren chemischen Eigenschaften. Hierzu gehören die Verringerung von Dampfdruck und Erstarrungstemperatur sowie die Erhöhung der Siedetemperatur (mit steigender Anzahl gelöster Teilchen). 
Man unterscheidet zwischen idealen und realen Lösungen. Ideale Lösungen gehorchen z. B. den Raoultschen Gesetzen über die molare Schmelzpunkterniedrigung bzw. die molare Siedepunkterhöhung. Reale Lösungen folgen diesen linearen Gesetzen ganz exakt nur bei „unendlicher Verdünnung“ und zeigen bei höheren Konzentrationen einen Sättigungseffekt. Ähnlich ist es mit den anderen oben genannten Eigenschaften von Lösungen.
Die Eigenschaften von Lösungen lassen sich unter physikalischen Aspekten folgendermaßen einteilen:
- kolligativ: Dampfdruckerniedrigung, Siedepunkterhöhung, Schmelzpunkterniedrigung, osmotischer Druck
- additiv: Masse, Volumen, Energie, Enthalpie
- konstitutiv: Viskosität, Brechungsindex
- kombiniert: elektrische Eigenschaften, Grenzflächeneigenschaften, Löslichkeit

## Komponenten
Die Lösungsmittel einer Lösung (Solventien) sind üblicherweise Flüssigkeiten, in einer wässrigen Lösung ist das Lösungsmittel Wasser, in einer alkoholischen Lösung ist das Lösungsmittel z. B. Ethanol.
Lösungen mit festen Lösungsmitteln werden zumeist als Mischkristalle bezeichnet oder, falls sie metallische Eigenschaften besitzen, als homogene Legierungen.
Die gelösten Stoffe können sein:
- gasförmig (z. B. Luftgase wie Sauerstoff, Stickstoff, Kohlendioxid in Wasser, Erdgas in Rohöl, Chlorwasserstoff oder Ammoniak in Wasser)
- flüssig (z. B. Ethanol in Wasser, Octan in Benzin)
- fest (z. B. Kochsalz oder Calciumhydrogencarbonat in Wasser, Naphthalin in Hexan)

## Löslichkeit
Ob und in welcher Menge ein Stoff in einem Lösungsmittel löslich ist, hängt von der Löslichkeit des Stoffes ab. Die Löslichkeit hängt auch mit einer eventuellen Polarität zusammen. So ist ein polarer Stoff wie Kochsalz (Natriumchlorid) gut in Wasser löslich, da dieses ein polares Lösungsmittel ist. Unpolare Stoffe sind folglich in eher unpolaren Lösungsmittel löslich.
Ist in einer Lösung so viel wie möglich des Stoffes gelöst, ist die Lösung gesättigt; wird jetzt weiterer Stoff zur Lösung gegeben, führt dies zur Bildung eines Bodensatzes.
Nicht alle Lösungen haben eine begrenzte Löslichkeit, so lassen sich Ethanol und Wasser in jedem Verhältnis ineinander lösen.
Bei Lösungen von Gasen in Flüssigkeiten gilt eine Lösung als gesättigt, wenn sich ein Diffusionsgleichgewicht zwischen in Lösung gehenden und die Lösung verlassenden Gasmolekülen einstellt. Aus übersättigten Gaslösungen treten aber nur dann Gasblasen aus (wie in Mineralwasser oder Sekt), wenn die Summe der Lösungspartialdrücke aller gelösten Gase größer ist als der mechanische Druck am Ort der Blasenbildung. Eine definitive Grenze des Aufnahmevermögens einer Flüssigkeit für ein Gas gibt es nicht. Die „Löslichkeit“ ist hier vielmehr der Koeffizient, der die gelöste Menge mit dem aufgewendeten Gasdruck in Relation setzt.

## Trennung
Bei einer Lösung von Stoffen ist der gelöste Stoff meist wieder leicht extrahierbar, da bei einer Lösung vordergründig keine chemische Reaktion stattzufinden scheint.
Tatsächlich werden beim Lösen von Salzen aber sehr wohl die Ionenbindungen des Kristalls gelöst, außerdem werden Hydrathüllen von Wassermolekülen um die Ionen gebildet (Hydratation). Viele Metallionen bilden mit den Wassermolekülen sogar recht stabile Komplexkationen, z. B. Hexaaquaeisen(III). Die genannten Bindungsknüpfungen müssen vollkommen reversibel sein, wenn ein Substanzgemisch als Lösung gelten soll.
Auch beim Lösen von gasförmigen Säure- oder Baseanhydriden kommt es zu einer Reaktion. Chlorwasserstoff löst sich und dissoziiert sofort fast vollständig in Chloridionen und Wasserstoffionen, die sich ihrerseits sofort mit Wasser zu Oxonium verbinden. Kohlenstoffdioxid bleibt dagegen zum überwiegenden Teil als Gas gelöst. Ein geringer Teil bildet aber mit dem Wasser Kohlensäure, die ihrerseits zu Hydrogencarbonat, Carbonat und Oxonium dissoziiert. Auch diese Reaktionen sind vollkommen reversibel, d. h. die Lösungen sind ohne zusätzliche Reagenzien wieder trennbar.

### Abtrennen fester Stoffe aus Flüssigkeiten
Verdampfen des flüssigen Lösungsmittels bewirkt, dass die Lösung nach und nach übersättigt wird und der Feststoff auskristallisiert, soweit es sich um die Lösung eines begrenzt löslichen Stoffes handelt. Bei vollständigem Verdampfen bleibt der Feststoff am Ende als Bodensatz erhalten.
Es gibt Lösungen von „Feststoffen“ wie z. B. Calciumhydrogencarbonat, die beim Eindicken der Lösung zerfallen und deshalb als Trockensubstanz gar nicht existieren. In diesen Beispiel entsteht ein Rückstand aus Calciumcarbonat, während Kohlenstoffdioxid zusammen mit dem Wasser verdunstet.
Eine technisch zunehmend genutzte Möglichkeit ist die Umkehrosmose. Hierbei wird die Lösung durch eine semipermeable Membran gepresst, die Ionen und größere Moleküle nicht passieren lässt. Diese Technik wird vor allem zur Wasseraufbereitung und insbesondere zur Meerwasserentsalzung verwendet.

### Trennen von Flüssigkeitsgemischen
Flüssigkeiten lassen sich durch fraktionierte Destillation (weitgehend) trennen. Man nutzt dabei die unterschiedlichen Siedepunkte der beteiligten Substanzen. Da aber beim Sieden der flüchtigeren Substanz auch schon ein geringerer Dampfdruck der höher siedenden Flüssigkeit herrscht, geht immer ein geringer Anteil von ihr mit über. So lässt sich durch Destillation Alkohol nur bis ca. 96 % Reinheit gewinnen. Man spricht bei einem solchen Gemisch von einem Azeotrop.

### Trennen von Gas und Flüssigkeiten
Erhitzen der Lösung führt zum Entweichen des Gases, da seine Löslichkeit mit steigender Temperatur abnimmt. Vollständig aus der Lösung vertreiben lässt sich ein gelöstes Gas aber nur durch das Sieden der Flüssigkeit, weil dann der Dampfdruck den mechanischen Druck erreicht und Blasen bildet, mit denen das Gas vollständig ausgetrieben wird. Der Partialdruck des Lösungsmittels in diesen Blasen beträgt dann 100 % des Drucks in den Blasen.
Gase können einander auch aus der Lösung „verdrängen“. Dazu muss man die Lösung eines beliebigen Gases A in Kontakt mit einem beliebigen Gas B bringen, z. B. durch Sprudeln. Es kommt dann zu einem Diffusionsvorgang zwischen den Blasen des Gases B und der Lösung des Gases A, bei der notwendigerweise immer mehr B in Lösung geht und immer mehr A die Lösung verlässt. Die „Verdrängung“ hat also nichts mit unterschiedlicher Löslichkeit zu tun. Man spricht zutreffender von einer Strippung. Das Aussieden eines Gases aus seiner Lösung ist im Prinzip auch ein solcher Strippungsvorgang.

## Legierungen
Die meisten Metallschmelzen sind Lösungen; man nennt sie Legierungen. Dabei sind mehrere Metalle oder Nichtmetalle in einer Hauptkomponente gelöst; beispielsweise bestehen manche Stahlschmelzen aus einer Lösung von Chrom, Vanadium und Kohlenstoff in Eisen. Legierungen werden zu den „homogenen Gemischen“ gezählt.

## Glas
Gläser können, da es sich bei ihnen um unterkühlte Flüssigkeitsgemische handelt, auch als Lösungen aufgefasst werden.

## Grenzfälle
Die Auflösung eines Metalls in einer Säure ist kein Lösungsvorgang im eigentlichen Sinne, da hierbei eine chemische Reaktion auftritt.
Es gibt aber auch Grenzfälle, in denen eine reversible chemische Reaktion und gleichzeitig ein Lösungsvorgang stattfindet. Beispiele sind:
- die Auflösung von Natrium in flüssigem Ammoniak,
- die Lösung von Kohlenstoffdioxid in Wasser, wobei sich ein Gleichgewicht mit der Bildung von Kohlensäure und deren Dissoziationsprodukten (Hydrogencarbonat- und Carbonat-Ionen) ausbildet, das wieder verschwindet, wenn das Kohlenstoffdioxid die Lösung verlässt (z. B. durch Ausblasen mit einem anderen Gas).

## In der Geologie
In der Geologie unterscheidet man zudem die Verwitterungsprozesse der kongruenten und inkongruenten Lösung. Von einer kongruenten Lösung spricht man bei einer gleichmäßigen und damit vollständigen Lösung des Gesteins, beispielsweise bei der Lösungsverwitterung von Halit oder Kalkstein, wobei Letztere mit der Einstellung eines reversiblen Dissoziationssystems der Kohlensäure einhergeht (siehe oben). Von einer inkongruenten Lösung spricht man hingegen bei einer selektiven Lösung einzelner Minerale oder Ionen aus dem Gesteinsverband, beispielsweise im Zuge der Silikatverwitterung.